# Chuck Berry on Stage
Chuck Berry on Stage è il settimo album del cantante Rock & roll statunitense Chuck Berry, il suo primo album live, pubblicato nel 1963 sotto l'etichetta Chess Records.

## Descrizione
Anche se fu spacciato come tale, non si tratta di un vero e proprio album live, in quanto la totalità delle tracce vennero registrate in studio e in fase di post produzione, vennero aggiunti gli effetti del pubblico in modo da simulare una esibizione dal vivo.

## Tracce
1. Go, Go, Go
2. Memphis, Tennessee
3. Maybellene
4. Surfing Steel
5. Rockin' on the Railroad (Let It Rock)
6. Brown-eyed Handsome Man
7. Still Got the Blues
8. Sweet Little Sixteen
9. Jaguar and Thunderbird
10. I Just Want to Make Love to You
11. All Aboard
12. Trick or Treat
13. The Man And The Donkey

## Singoli
- Go, Go, Go
- Jaguar and Thunderbird